# Diagnóstico erróneo del trastorno límite de la personalidad
El trastorno límite de la personalidad (TLP) es un trastorno de personalidad que se caracteriza por un patrón generalizado y de larga duración de significativa inestabilidad en relaciones interpersonales, así como un autoconcepto distorsionado y respuestas emocionales intensas, y puede ser diagnosticado de manera errónea. Tal diagnóstico erróneo puede implicar que se le dé erróneamente un diagnóstico de TLP a personas que no cumplen los criterios específicos (es decir, un «falso positivo») o que se atribuya un diagnóstico alternativo e incorrecto en casos en los que el TLP es de hecho la condición correcta (es decir, un «falso negativo»).

## Diagnósticos alternativos
Diagnósticos erróneos del trastorno límite de la personalidad (TLP) pueden ocurrir por varias razones, pero particularmente al hecho de que sus síntomas se superponen con aquellos de otros transtornos de salud mental, así como a la alta tasa de comorbilidad común en trastornos de personalidad. Investigaciones han encontrado que tener un trastorno de la personalidad como el TLP es un factor de vulnerabilidad significativo para la comorbilidad con otros transtornos de la salud mental.  Por ejemplo, la inestabilidad del estado de ánimo que es característica del TLP a menudo lleva a que se le confunda con el trastorno bipolar. Más aún, el importante rol del trauma en el TLP complica que se le diferencie del trastorno de estrés postraumático complejo (TEPT-C), del trastorno de estrés postraumático (TEPT) o incluso de trastornos del espectro autista (TEA), lo que se suma a los desafíos de un diagnóstico preciso.

### Trastorno de estrés postraumático complejo (TEPT-C)
El trastorno de estrés postraumático complejo (TEPT-C), trastorno que es reconocido en la CIE-11 pero no en el DSM-5, comparte características fundamentales con el TLP, tales como la disregulación emocional, dificultades interpersonales o un autoconcepto negativo, lo que dificulta su diferenciación.  Manifestaciones únicas de tales síntomas en el contexto del TEPT-C o el TLP pueden ayudar a diferenciar uno del otro. Por ejemplo, la ira reactiva o el abuso de sustancias son típicas del TEPT-C, en tanto que el TLP se encuentra asociado más con la autolesión o la ideación suicida. La inestabilidad en las relaciones interpersonales típica del TLP incluye por lo general cambios rápidos y drásticos entre la idealización y la devaluación (es decir, atribuir cualidades exageradamente positivas o exageradamente negativas a a otros, respectivamente), mientras que la inestabilidad en las relaciones típica del TEPT-C deriva en cambio de la dificultad para establecer conexiones íntimas. Asimismo, mientras que es posible que personas con TLP experimenten autoconceptos fluctuantes, aquellas con TEPT-C mantienen típicamente una autoimagen consistentemente negativa. Entender tales diferencias es fundamental para que se haga un diagnóstico adecuado y se diferencie con precisión entre un trastorno y el otro, en particular cuando ambos son comórbidos con el TEPT, lo que enfatiza la importancia de que se hagan evaluaciones integrales.

### Trastornos del espectro autista (TEA)
Los trastornos del espectro autista (TEA) son un grupo de condiciones del desarrollo neural caracterizados por dificultades en la comunicación social, comportamientos repetitivos e intereses restringidos, síntomas que varían ampliamente de persona a persona. A menudo se subdiagnostica o se diagnostica de manera errónea a raíz de diferencias de género en la presentación de sus síntomas así como al hecho de que los criterios de diagnóstico tradicionalmente se desarrollaron centrándose en cómo se presenta el trastorno en hombres.  Muchas personas con rasgos de TEA, en particular mujeres, muestran comportamientos de llamado «camuflaje social» o enmascaramiento autista, que pueden disimular síntomas centrales y por tanto llevar a diagnósticos alternativos, en particular el trastorno límite de la personalidad (TLP). La superposición entre síntomas diagnósticos en ambos trastornos tales como disregulación emocional, relaciones interpersonales intensas o trastornos de la identidad, al ser analizados por especialistas que no consideran apropiadamente el TEA, puede llevar a que se diagnostique TLP, lo que puede resultar en un diagnóstico erróneo si se aplican significados alineados con los criterios de TLP en lugar de que se exploren explicaciones alternativas durante la fase de análisis etiológico. Más aún, personas con TEA, en particular mujeres, pueden no mostrar síntomas conductuales evidentes que se asocian comúnmente con el TLP, y en cambio mostrar síntomas de internalización tales como ansiedad o depresión, o con características como alexitimia (que coocurre comúnmente en personas con TEA), lo que complica el proceso diagnóstico al hacer difícila el reconocimiento y comunicación de las experiencias emocionales propias.

### Trastorno bipolar (TB)
El trastorno bipolar (TB), es un trastorno del estado de ánimo que se caracteriza por cambios de humor (labilidad emocional) significativos. A menudo se le categoriza en trastorno bipolar I, que implica la ocurrencia de al menos un episodio maníaco, y trastorno bipolar II, que se caracteriza por la ocurrencia de al menos un episodio hipomaníaco y de un episodio depresivo. Tanto el TB como el TLP presentan síntomas similares, lo que dificulta su diagnóstico diferencial. En particular, la inestabilidad afectiva y la afectividad negativa son características centrales de ambos trastornos, si bien con variaciones en su naturaleza y duración. Las dificultades a la hora de controlar la ira que son típicas del TLP así como la presencia de irritabilidad que es típica del TB pueden ser difíciles de diferenciar. Asimismo, la impulsividad es un rasgo común de ambas afecciones, si bien en el TB la impulsividad puede disminuir entre episodios de cambio de estado de ánimo, lo que no es típico del TLP. Asimismo, ambos trastornos se caracterizan por altas tasas de suicidio e impactan de manera similar el funcionamiento social.
```
Un estudio que incluyó 700 participantes mostró que los criterios diagnósticos del TLP ponen en riesgo a pacientes con TLP de ser diagnosticados erróneamente con TB, encontrando que un 40% de aquellos diagnosticados con TLP reportaron haber sido diagnosticados erróneamente con TB.
[
13
]
```

## Consecuencias de diagnósticos erróneos
Diagnósticos erróneos del TLP pueden tener varias consecuencias negativas. Si bien los fundamentos de los diferentes diagnósticos son objeto de debate en el campo de la salud mental, tienen la función principal de informar a profesionales de la salud sobre el estado de salud mental del paciente, así como dar fundamento a sus enfoques terapéuticos y ayudar a reportar con precisión sobre qué tratamientos han sido exitosos. De tal forma, diagnósticos erróneos puede conllevar consecuencias tales como la falta de acceso a medicamentos psiquiátricos apropiados o la ausencia de tratamientos psicológicos basados en la evidencia apropiados para sus trastornos.

### Estigmatización
El diagnóstico erróneo del trastorno límite de la personalidad puede tener graves consecuencias negativas, en particular en cómo los médicos perciben y tratan a los pacientes. Investigaciones han demostrado que cuando un paciente presenta afecciones no relacionadas, como el trastorno de pánico, puede asociarse incorrectamente con un diagnóstico de TLP.  Psiquiatras y psicólogos clínicos pueden evaluar los problemas y el pronóstico del paciente de manera más negativa que cuando al paciente no se le dio la etiqueta de TLP. Este hallazgo resalta un sesgo preocupante: los especialistas pueden tener percepciones negativas sobre el TLP, lo que puede influir en sus juicios y conducir a un tratamiento inadecuado o inapropiado. En consecuencia, los diagnósticos erróneo de TLP puede resultar en estigmatización, reducción de la calidad de la atención o posibles omisiones de la condición real del paciente. Esto enfatiza la importancia del diagnóstico preciso y la consideración cuidadosa de cómo se usan y perciben las etiquetas diagnósticas en la práctica clínica.

### Consecuencias psicológicas
Diagnósticos erróneo de TLP pueden resultar también en consecuencias psicológicas adversas, en tanto los diagnósticos se usan para determinar enfoques de tratamiento basados en la evidencia utilizados en ambientes terapéuticos. Enfoques terapéuticos tales como la terapia dialéctica conductual o la terapia cognitivo-conductual para el trastorno límite de la personalidad son dos tratamientos basados en la evidencia que han demostrado eficacia en el tratamiento del TLP. Al obtener un diagnóstico erróneo, es probable que las personas con TLP no tengan acceso a tales enfoques de tratamiento específicos y, por lo tanto, su acceso a tales tratamientos basados en la evidencia para su TLP se retrasaría hasta que reciban un diagnóstico apropiado. Un caso similar ocurre para las personas que reciben erróneamente un diagnóstico de TLP. Por ejemplo, en el caso de personas con TEA, las estrategias de tratamiento relacionadas con el TLP no abordan aspectos subyacentes de su desarrollo neurológico. A diferencia del TLP, donde la disregulación emocional es por lo general reactiva y dependiente de la situación, las dificultades emocionales relacionados con el TEA provienen frecuentemente de sobrecargas sensoriales o de dificultades en la comunicación social.  En consecuencia, planes de tratamiento diseñados para el TLP, tales como la terapia dialéctica conductual, pueden no ser eficaces para personas con TEA, quienes podrían beneficiarse más en cambio de intervenciones centradas en el procesamiento sensorial o el entrenamiento de habilidades sociales. Los diagnósticos erróneo también pueden contribuir a mayor estigma y falta de comprensión de las necesidades individuales, lo que puede en potencia exacerbar problemas de salud mental tales como la ansiedad o la depresión.

### Consecuencias médicas
En tanto el diagnóstico constituye una parte esencial del proceso de determinar qué medicamentos formular a un paciente o si el paciente se va a beneficiar de la psicofarmacoterapia, los diagnósticos erróneos pueden tener una variedad de resultados adversos. Investigación reciente ha encontrado que, si bien algunos medicamentos recetados pueden ayudar con síntomas específicos del TLP, no existe al momento ningún medicamento que haya demostrado disminuir los síntomas del TLP en su conjunto. Por el contrario, trastornos tales como el trastorno bipolar (TB) son tratados con una variedad de medicamentos psiquiátricos (p. ej., litio, anticonvulsivos, análogos de GABA) que se utilizan como una aproximación de primera línea para el tratamiento.  Al brindar a las personas con TLP diagnósticos erróneos como el de TB, las personas con TLP pueden recibir medicamentos que no afectarán su sintomatología y en cambio pueden resultar en efectos secundarios adversos. De manera alternativa, personas erróneamente diagnosticadas con TLP y que en cambio pueden tener TB o TEPT-C pueden verse privadas de intervenciones psicofarmacológicas que aliviarían la gravedad de sus síntomas.